# Kenshiro Daniels
Kenshiro Daniels (Newport Beach, California; 13 de enero de 1995) es un futbolista de Filipinas nacido en Estados Unidos que juega en la posición de delantero con el Nakhon Ratchasima FC de la Liga de Tailandia desde el año 2024. 

## Carrera

### Club
| Periodo   | Club                 |
| --------- | -------------------- |
| 2012      | Laos FC              |
| 2013–2021 | Kaya FC–Iloilo       |
| 2022–2023 | United City FC       |
| 2023      | Sukhothai FC         |
| 2023–2024 | RANS Nusantara       |
| 2024      | Stallion Laguna FC   |
| 2024–2025 | Nakhon Ratchasima FC |

### Selección nacional
A nivel de selecciones menores jugó para Filipinas en la categoría sub-23 en cuatro ocasiones en 2014 y anotó dos goles. Al tener madre filipina decidió representar a Filipinas, con la que debutó el 1 de marzo de 2014 en el empate 0-0 ante Malasia en un partido amistoso en Selayang. Su primer gol internacional lo anotó el 6 de octubre de 2018 en la victoria por 1-0 sobre Bangladés en Sylhet por la Bangabandhu Cup.

## Vida personal
Daniels no tiene ascendencia japonesa. Su nombre es por el personaje Kenshiro, protagonista del manga Fist of the North Star, nombre que su padre Gary Daniels le escogió. Su padre, actor de profesión, protagonizó la adaptación americana del manga que fue premiada en 1995, en su año de nacimiento.